# طليعة الهرمون
طليعة الهرمون هي إحدى المواد الكيميائية الحيوية التي يفرزها النسيج الغدي، ولا تتمتع سوى بالحد الأدنى من النشاط الحيوي، إن وجد، ولكنها تتحول في الأنسجة المحيطية إلى هرمونات نشطة. ويعد الكالسيفيديول خير مثال على طلائع الهرمون والذي ينتج عن طريق هدرلة فيتامين دي 3 (كوليكالسيفيرول) في الكبد.